# EMC Legato Networker
EMC Legato Networker est un logiciel de sauvegarde et restauration de données édité par la société EMC Corporation.
Il fournit des fonctionnalités de sauvegarde et d'archivage pour les environnements Windows, Linux, Unix, NetWare en particulier.

## Historique
Le logiciel a été développé initialement par la société Legato Systems, qui a été rachetée par EMC Corporation en 2003. Il était écrit initialement en environnement Unix et a été porté ensuite sur Windows.

## Principe de fonctionnement
Un module (agent de sauvegarde) installé sur les systèmes à sauvegarder collecte les données et les transmet (éventuellement compressées et/ou chiffrées par une clé AES à 256 bits) à travers le réseau au serveur de sauvegarde, qui écrit ces données sur support (cartouches, VTL ou autre). Le serveur gère un index des fichiers et des supports, et permet de restaurer un fichier, un dossier ou un disque.
Il existe des modules spécialisés permettant de sauvegarder des bases de données SQL, Exchange, Domino, Oracle, etc., ainsi que des environnements virtualisés VMware, Hyper-V, etc.